# Marios Joannou Elia
Marios Joannou Elia (ur. 19 czerwca 1978 w Pafos na Cyprze) – grecko-cypryjski kompozytor.
Studiował pod kierunkiem Adrianay Hoelszky na Uniwersytecie Muzyki i Sztuk Dramatycznych "Mozarteum" w Salzburgu oraz Klausa Hubera na Uniwersytecie Muzycznym w Bazylei. Jego muzyczną edukację wzbogacili również tacy artyści, jak Bogusław Schaeffer, Michael Finnissy, Georges Aperghis, Helmut Lachenmann i Karlheinz Stockhausen.
W roku akademickim 2001/2002 Elia został wybrany najlepszym studentem „Mozarteum” i otrzymał stypendium od Austriackiego Federalnego Ministerstwa Edukacji, Sztuki i Kultury w Wiedniu.
Ponadto otrzymał Stypendium Kanclerza w Academic Excellence Scholarship oraz wiele innych stypendiów kompozytorskich ufundowanych m.in. przez A.G. Leventis Foundation Paris, the European Centre for the Arts Hellerau in Dresden, the Hinrichsen Foundation London, Akademię Sztuk w Berlinie, the Allianz Cultural Foundation Munich, the Art-Foundation Baden-Wuertemberg oraz Republiki Cypru.
Pierwszym międzynarodowym sukcesem, odniesionym jeszcze podczas studiów, była premiera utworu pt. "With a pair of scissors and thousand threads" (Cambridge University New Music Society, 2002). Dwa lata później jego kompozycja pt. "Antidoron" (Holy Bread – Święty Chleb) zdobyła I Nagrodę na Międzynarodowym Konkursie Kompozytorskim im. W. Lutosławskiego w Warszawie (2004) i została wykonana w Filharmonii przez Rubinstein Quartet. W ciągu ostatnich kilku lat M. Elia został laureatem wielu innych prestiżowych nagród m.in. I Nagrody w Konkursie Edisona Denisowa w Moskwie, I Nagrody w Konkursie "Recherche" zorganizowanym wraz z Mozarteum Salzburg/Klangspuren Festival Schwaz, Tyrol/Ensemble Recherche Freiburg, Nagrody pod patronatem BMW Musica Viva competition w Monachium, czy the Theodor-Koerner-Fonds – Nagrody Prezydenta Austrii.
W latach 2003–2006 Marios Elia był asystentem wydziału kompozycji u Adriany Hoelszky w Mozarteum.
Twórczość Elii jest bardzo zróżnicowana pod względem gatunku i doboru instrumentów, począwszy od muzyki teatralnej, opery, muzyki multimedialnej, poprzez utwory czysto instrumentalne i wokalne aż do muzyki elektronicznej, oraz wykorzystującej ekstremalne i niezwykłe akustyczne elementy.
Jego utwory sceniczne były wykonywane przez wiele zespołów, choćby Hanover State Opera, Rampe Theater Stuttgart, Centralkino Theater Salzburg, Toihaus Theater Salzburg.